# Tullius Clinton O'Kane
Tullius Clinton O'Kane, född 1830, död 1912, var en sångförfattare, tonsättare, musiklärare och musikhandlare från USA.

## Sånger
- Vilka är väl dessa som i himlens land text & musik

## Kompositioner
- Ack saliga hem hos vår Gud, 1874
- Det finns en källa, fylld med blod
- Finns det kraft uti källan av blod
- Vem vill kämpa för Gud överallt